# لويس كارلوس غالان
لويس كارلوس غالان (بالإسبانية: Luis Carlos Galán)‏ (29 سبتمبر 1943 - 18 أغسطس 1989) سياسي ليبرالي كولومبي وصحافي، عمل في رئاسة كولومبيا مرتين، وهي المرة الأولى للحركة السياسية الليبرالية الجديدة التي أسسها في عام 1979. وكانت الحركة نسل الحزب الليبرالي الكولومبي السائد، وبوساطة الرئيس الليبرالي السابق خوليو سيزار تورباي أيالا، عاد غالان إلى الحزب الليبرالى في عام 1989 وسعى للحصول على ترشيح للانتخابات الرئاسية عام 1990.